# David Thabo Simelane
David Thabo Simelane (* 1956 in Swasiland (seit 2018 Eswatini)) ist ein Serienmörder, der wegen des Mordes an 28 Frauen zum Tode verurteilt wurde. Möglicherweise beträgt die Zahl seiner Opfer auch 45.

## Leben

### Mordserie
Simelane brach seine Schullaufbahn ab, obwohl sein Onkel versuchte, ihm den Besuch einer weiterführenden Schule zu ermöglichen.
Er sagte vor Gericht aus, er sei zu einer sechsjährigen Freiheitsstrafe verurteilt worden, da er eine Frau ausgeraubt und vergewaltigt hatte. Dann habe er sich nach seiner Entlassung im Jahr 1998 vorgenommen, Rache zu üben, indem er eine Mordserie begann. Diese Mordserie dauerte von den späten 1990er Jahren bis zum Jahr 2001, als die Polizei ihn aufgrund von Hinweisen aus der Bevölkerung verhaftete.
Simelane brachte Frauen dazu, mit ihm in den Wald zu gehen. Er fesselte seine Opfer dort und übte sexuelle Gewalt gegen sie aus, um sie dann mit bloßen Händen zu erwürgen oder zu erstechen, wenn sie zu starken Widerstand leisteten. Viele von ihnen enthauptete er auch, entweder vor oder nach Eintritt des Todes. Simelane entwendete den Opfern oftmals Geld und Wertgegenstände, um damit an Glücksspielen teilzunehmen. Unter den Opfern waren mehrere Schwangere.

### Ermittlungen
Schäfer auf der Suche nach einer entlaufenen Kuh entdeckten im Usuthu-Pulp-Wald in Malkerns Leichenteile und verständigten die Behörden, die bald sechs forensische Experten aus Südafrika um Amtshilfe baten.
Simelane konnte im April 2001 auf einer Straße in der Nähe der Gräber festgenommen werden und führte die Polizei zu weiteren Gräbern, sodass insgesamt 45 Leichen gefunden werden konnten. Auch die Leichen von vier Babys waren unter den Toten. Wegen der stark fortgeschrittenen Verwesung wurde Simelane wegen 34 Morden angeklagt.

### Prozess, Verurteilung und Haftstrafe
Während des Prozesses wurde er des Mordes in 28 Fällen für schuldig befunden und zum Tode durch den Strang verurteilt. Er zeigte im Verlauf des Prozesses keine Reue für seine Taten. Nachdem Simelane vor dem höchsten Gericht in Berufung gegangen war, wurde 2011 entschieden, dass der Prozess unzulässig lange gedauert hatte, die Todesstrafe wurde jedoch bestätigt.
Simelane verbüßt seither seine Strafe im Matsapha Maximum Correctional Centre in Isolation und hat nur Kontakt zu zwei weiteren zum Tod verurteilten Straftätern und einem Geistlichen. Er konnte nicht einmal am Begräbnis seiner Mutter teilnehmen. Er hat seit seiner Verurteilung keine Besuche von seiner Verwandtschaft empfangen (Stand 2019), Besuche von Medienvertretern wurden von den Behörden verweigert.
Seit 1983 wurde im Land keine Todesstrafe mehr vollstreckt. Es gibt seit vielen Jahren keinen Henker mehr, der die Todesstrafe vollziehen könnte. 2012 gab es Versuche, einen neuen Henker zu berufen, jedoch blieb der Berufungsprozess ergebnislos stecken. Im Jahr 2017 wurde ein Moratorium der Vereinten Nationen zur Vollstreckung der Todesstrafe in Kraft gesetzt, somit gibt es im Land nach wie vor per Gesetz die Todesstrafe, sie kann aber nicht mehr vollstreckt werden. Der König hat das Recht zur Begnadigung und kann eine Todesstrafe in lebenslange Haft umwandeln. Gängige Praxis war bisher, dass eine lebenslange Haftstrafe nach 25 Jahren aufgehoben wird. Weder seine Verwandtschaft noch die Bürger und Autoritäten von Ngcoseni, wo Simelane herstammt, haben bisher eine Begnadigung unterstützt oder erkennen lassen, dass er dort nach einer möglichen Entlassung akzeptiert wird.